# 村井研次郎
村井 研次郎（むらい けんじろう、1974年6月15日 - ）は、神奈川県横浜市出身東京都育ちの日本のベーシスト。血液型はB型
。暁星中学校・高等学校、早稲田大学理工学部（当時）卒、同大学院中退。趣味は地図の鑑賞。1990年代後半から現在にかけて活躍するヴィジュアル系ロックバンド・cali≠gariに在籍するベーシストとして知られている。現在もcali≠gari、ELLEGUNSでの活動の他に、音源やライブでのサポートやセッションへの参加など、精力的に活動中。
ベースプレイの評価は非常に高く、若手ベーシストの中では日本屈指の実力を持っていると評されることも多い。主にヘヴィメタルを基調とした演奏を得意とする。理想とするベーシストはニール・マーレイ。また、Jacks'n Jokerやアニメタルのベースを担当したMASAKI（倉田雅貴）と村井は、ベースプレイの師弟関係にある。
祖父は作家の新田次郎、祖母は作家の藤原てい。数学者の藤原正彦は叔父にあたる。

## 略歴
幼少からクラシック音楽に親しみ、実兄と共にヴァイオリンを習っていた。後にcali≠gariの楽曲「せんちめんたる」のアウトロでも自らヴァイオリンを演奏している。好きな作曲家はバッハとモーツァルト。
子供の頃はテレビの音楽番組を観て、アイドルや歌謡曲、中でも男闘呼組に憧れて育つ。現在でもアイドル歌謡や1980年代ムード歌謡、特にベーシストでもある後藤次利の参加作品は、自身に大きな影響を残しているという。
中学時代に、アイアン・メイデン「魔力の刻印」に収録されている「誇り高き戦い」（Run To The Hills）のPVを見て、スティーヴ・ハリスのベースプレイに衝撃を受ける。以降、メイデンやハロウィンなどを中心に、HR/HMの世界にのめり込む。
早稲田大学に入学。1994年、ゴスペラーズの酒井雄二も参加していたことのある大学の音楽サークル・ぱーまん2号にベーシストとして参加。しばらくして第1期・ぱーまん2号は自然消滅するが、後に別メンバーで復活。2003年のcali≠gari無期限活動停止ライブには、第4期・ぱーまん2号がゲストとして参加する。
大学院に進学後、バイオ関係の研究をしていたものの、本人いわく「研究室で火災を起こしたことをキッカケに」完全にロックの道へと入ることになる。cali≠gari加入前には都内にて、いくつかのヘヴィメタル・バンドにベーシストとして参加していた。

## 活動
- 1996年10月、cali≠gariのリーダー・桜井青に誘われ、前任の穴を埋める形で研次郎名義でcali≠gariの新ベーシストに着任。第5期・cali≠gariとしての活動を始める。
- 2000年6月、ライブ直後に第4期からのボーカル・秀児が失踪、そのまま脱退。新ボーカルとして石井秀仁が加入、第7期・cali≠gariへと移行するにあたり、名義を村井研次郎へと変更。
- 2001年12月、cali≠gariのメンバー4人によるソロ・プロジェクトのシングル四枚を集めた企画盤「カリガリじゃないじゃない(T-T)」がリリースされる。村井はTHE MURAI KENJIRO GROUP名義で「MKG」を発表。村井らしい正統派HR/HMの音楽に仕上がった一枚となっている。参加メンバーは、ボーカル：佐々井康雄（Ark Storm）、ギター：滝沢裕介、ドラム：加藤友啓（Klein Kaiser）、ゲストギター：ルーク篁（CANTA、ex.聖飢魔II）。
- 2002年4月、cali≠gariがシングル「第7実験室予告版〜マグロ〜」でメジャー・デビュー。
- 2003年6月、ツアー最終日をもって第7期・cali≠gariが無期限活動停止。
- 2004年2月、前年末からソロ・プロジェクトとしてライブ活動を行っていたMAG-NETの1stアルバム「MAG-NET」をリリース。ヘヴィメタルともcali≠gari在籍時とも全く違う音楽性であった。主な参加メンバーは、ドラム／プロデュース：上領亘（CROW。ex.GRASS VALLEY、ex.P-MODEL）、ギター：是永巧一（ex.レベッカ）、キーボード：ことぶき光（ex.P-MODEL）、ボーカル：イズミカワソラ（SPIRAL SPIDERS）。
- 2004年4月、SEX MACHINEGUNSにSAMURAI.W.KENJILAWの名義で第4期のベーシストとして正式加入。同バンドではボーカル兼ギターのAnchangを除く楽器陣三人（KENJILAW、ドラムのSPEED STAR SYPAN JOE、ギターのCIRCUIT.V.PANTHER）で、インストバンド・ELLEGUNSも結成。
- 2006年3月、第4期・SEX MACHINEGUNSが活動休止。
- 2006年9月、ELLEGUNSのメンバー三人でSEX MACHINEGUNSを正式脱退。同じ三人で新ユニット・J-P-K PROJECTを結成。名義を村井研次郎に戻す。
- 2006年12月、トークライブにてJ-P-K PROJECTがCYCLEと改名され、正式なバンドとしての活動を開始する。現在、ボーカルは未定。
- 2007年7月、JWP女子プロレスの元代表であり、現在はフリーのリングアナウンサーとして活躍している山本“ヤマモ”雅俊とレトロゲームの話題で盛り上がったことをきっかけに、1980年代のパソコンゲームやコンシューマーゲームのBGMを再現することを目的とした8bitミュージックのユニット・PSG（ピコピコ・サウンド・ジェネレーション）を二人で結成。フィーチャリング・ボーカリストとしてコスプレタレントの声と白川りさの2人を迎え、アルバム『PSG〜Picopico Sound Generation〜』をリリース。「ハッピー☆マテリアル」や「ETERNAL BLAZE」といった人気アニソンを8bitミュージックでカヴァーする。また、マニアックな人気を誇るシューティングゲーム「超兄貴」シリーズ最新作のテーマソング「魔法大漢 ブラズァ〜☆ガイ」のカヴァーをオリジナルよりも先に収録。
- 2009年4月1日、cali≠gariが消費期限付きで復活。再びベーシストとして参加する。

## ディスコグラフィー
cali≠gariとSEX MACHINEGUNSの作品については、それぞれの項目の該当する欄を参照。
- 大槻ケンヂのバンド・特撮のアルバム「オムライザー」収録「水天宮と多摩センター」「ルーズ・ザ・ウェイ」（Ba）
- 大槻ケンヂと絶望少女達のアルバム・「かくれんぼか鬼ごっこよ」（Ba）
- 新興宗教楽団NoGoDのアルバム「神無布教」「アトリア」（サウンドアドバイザー）
- COALTAR OF THE DEEPERSのアルバム「Bear.ep」（Ba）
- 女子キックボクシング大会「J-GIRLS」のテーマ・ソング（作曲）
- Berryz工房のアルバム・「⑦ Berryz タイムス」収録「一丁目ロック!」（Ba）
- でんぱ組.incのアルバム・「愛が地球救うんさ!だってでんぱ組.incはファミリーでしょ（初回限定版B）」収録「レジェンド・オブ・エイ」（Ba）
- こぶしファクトリーのアルバム・「辛夷其ノ壱」収録「This is 運命(こぶし2016Ver.)」（Ba）
- ハロー!プロジェクトモベキマスのシングルブスにならない哲学・収録「かっちょ良い歌」（Ba）
- TRUSTRICKのアルバム・「Recall THE END」収録「Recall THE END」（Ba）
- THE ポッシボーのシングル・「プレイボール」（Ba）
- Asrielのアルバム・「Resurrection」収録「Resurrection」（Ba）
- はなまる幼稚園（高垣彩陽）のアルバム・「はなまる幼稚園ベストアルバム～チャイルドフッド・メモリーズ」収録「キグルミ惑星」（Ba）
- SHOW BY ROCK!!(ShingancrimsonZ)のシングル・「挿入歌～Falling Roses/Crimson quartet-深紅き四重奏-」（Ba）
- GALNERYUSのギタリストSyuのソロアルバムCRYING STARS -STAND PROUD!に4曲参加（Ba）

## ソロアルバム
- MAG-NET（2004.2.25）
- UNDERMINED（2018.11.7）日本テレビ『MIDNITEテレビシリーズ「THE FLASH/フラッシュ Season2」』 のエンディングテーマ「Aqualander」収録[1][2]
- MAG-NET 2022（2022.6.2/2023.12.1）

## ライブサポート
- COALTAR OF THE DEEPERSのライブにサポート・ベーシストとして参加
- 大槻ケンヂと絶望少女達にベーシストとして参加
- 上領亘のライブにサポート・ベーシストとして参加
- MERRYのライブにサポート・ベーシストとして参加
- 新興宗教楽団NoGoDのライブにサポート・ベーシストとして参加

## 使用機材
ベース
- ESP HEAVYMETAL SOLDER -No.1-
- ESP HEAVYMETAL SOLDER -No.2-
- ESP METAL BIRD -Prototype-
- ESP METAL BIRD -SUKE BASS-
- ESP METAL BIRD -ERO BASS-
- ESP METAL BIRD -SUKE BASS 5-
- ESP METAL BIRD -ERO BASS 5-

アンプ
- Markbass Bass MULTIAMP
- Markbass Standard 108 HR

## 著書
- 『超絶ベーシスト養成ギプス』（RittorMusic/2011年6月23日）
- 『常識を越えるベース・ラインの思考法100 理論と感性で個性的なパターンが作れる! 』（RittorMusic/2012年9月25日）